# Амурский осётр
Амурский осётр, или осётр Шренка (лат. Acipenser schrenckii) — вид рыб семейства осетровых. Научное название дано в честь русского зоолога Леопольда фон Шренка.

## Ареал и среда обитания
Обитает только в бассейне Амура, от лимана до Шилки и Аргуни; выше Благовещенска и в Уссури встречается редко. Образует полупроходную и пресноводные формы, имеет несколько локальных стад, обитающих в отдельных районах. Нерестилища расположены выше Николаевска-на-Амуре. Очень близок к сибирскому осетру.
Предпочитает быструю проточную воду, изредка летом заходит в пойменные озера и на разливы.

## Описание
У амурского осетра жаберные перепонки приращены к межжаберному промежутку, складка под ним отсутствует. Нижняя губа посередине прерывистая. Усики немного сплющены, лишены бахромы (или с очень мелкой бахромой), слегка не доходят до рта. Рыло коническое, заострённое. Длина рыла составляет 30—50 % длины головы.
В первом спинном плавнике 38—53 лучей; в анальном плавнике 20—32 лучей; спинных жучек 11 — 17, боковых 32—47; жаберных тычинок 36—46. Между рядами жучек тело покрыто крошечными костяными зёрнышками. Иногда ниже боковых жучек имеются редкие, хаотично разбросанные мелкие звездчатые пластинки.

## Биология
Донная пресноводная рыба. Нерест происходит не каждый год (промежуток между первым и вторым составляет четыре года). Амурские осетры нерестятся с начала мая до начала июля в руслах рек с галечным или песчаным дном с довольно быстрым течением на глубине 2—3 м. Из Амурского лимана осетр на нерест идет в Амур. Плодовитость колеблется от 30 до 434 тыс. икринок, в среднем 110 тысяч. Диаметр зрелых овариальных икринок 1,5—3 мм. При температуре воды 21 °С развитие продолжается 82 часа. Длина выклюнувшихся эмбрионов 10,6 мм. Личинки переходят на смешанное питание через 7 суток после выклева при температуре воды 20,5 °С и через 9 сут при температуре 17 °С и длине около 20 мм.
Амурский осётр становится половозрелым в возрасте 11—14 лет при длине 100—120 см и массе около 6 кг. Сеголетки к концу осени имеют длину 12—17 см, массу 11—18 г. В Амурском лимане средняя масса промыслового осетра — 6—8 кг, в Амуре — 2,5—5,5 кг (но достигает и 36 кг). Амурский осётр достигает массы 56 кг, иногда 160 кг.
Молодь питается беспозвоночными (креветками, мизидами, личинками хирономид и т. д.), взрослые — беспозвоночными и рыбой. Основу рациона составляют личинки ручейников, подёнок; второстепенное значение имеют моллюски, ракообразные, личинки миног и мелкая рыба.
Амурский осётр совершает небольшие миграции для нереста и нагула в период с апреля—мая (после прохода льда) до глубокой осени. Держится в русле реки, заходит в озера, в лимане редок. Зимует на глубине в русле реки с галечным и каменистым дном или у выхода притоков в бороздниках с песчано-илистым грунтом. Не образует массовых зимних скоплений и питается в течение всей зимы, передвигаясь с ямы на яму.
| Возраст, годы       | Возраст, годы | Возраст, годы | Возраст, годы | Возраст, годы | Возраст, годы | Возраст, годы | Возраст, годы | Возраст, годы | Возраст, годы | Возраст, годы |
| ------------------- | ------------- | ------------- | ------------- | ------------- | ------------- | ------------- | ------------- | ------------- | ------------- | ------------- |
| Длина до выемки, см | 2             | 4             | 6             | 8             | 10            | 12            | 14            | 16            | 18            | 20            |
| Масса, кг           | 0,04          | 0,3           | 0,9           | 1,97          | 3,44          | 5,23          | 7,56          | 10,1          | 13,0          | 15,8          |

## Взаимодействие с человеком
Ценная промысловая рыба. Максимальный улов в конце XIX века равнялся около 600 тоннам. В 30-х годах вылов составлял 30—50 т, в начале 50-х — 4—5 т в год. С 1958 г. промысел запрещён. Амурских осетров промышляли трёхстенными сетями и неводами. На местный рынок поступает в свежем и мороженом виде. Жирность мяса 9,4 %. Вид страдает от перелова, в том числе браконьерства, и ухудшения экологической ситуации. По оценкам численность популяции сократилась на 95 %. Международный союз охраны природы присвоил виду охранный статус «Виды на грани исчезновения».